# Enrico Alleva
Enrico Alleva (16 de agosto de 1953 en Roma, Italia) es un etólogo italiano y presidente de la Sociedad Italiana de Etólogia desde 2008.
Después de obtener su licenciatura en ciencias biológicas en la Universidad de Roma (1975) se especializó en comportamiento animal en la Universidad de Pisa y en 1990 fue nombrado director de la sección de neurociencias conductuales del Istituto Superiore di Sanità (Roma). La Web of Science enumera más de 270 artículos de él que se han citado casi 5000 veces